# Erisma laurifolium
Erisma laurifolium är en tvåhjärtbladig växtart som beskrevs av Richard Spruce och Warming. Erisma laurifolium ingår i släktet Erisma och familjen Vochysiaceae. Inga underarter finns listade i Catalogue of Life.